# Juan Ignacio Maegli
Juan Ignacio Maegli Agüero (12 de julho de 1988) é um velejador guatemalteco que participou dos Jogos Olímpicos de Verão e que é multimedalhista dos Jogos Pan-Americanos.
Seu pai Juan Maegli foi, também, um velejador olímpico pela Guatemala.

## Jogos Olímpicos
Ele foi o porta-bandeira da Guatemala na cerimônia de abertura das Olimpíadas 2012.
O atleta também competiu pela Guatemala no evento da classe laser dos Jogos Olímpicos de Verão de 2016, terminando em oitavo. Ele foi o porta-bandeira da Guatemala na cerimônia de encerramento.
Em 2020, o velejador disputará sua terceira edição olímpica, após ter conquistado a vaga com o título dos Jogos Pan-Americanos de 2019.

## Jogos Pan-Americanos
Em sua primeira participação na competição, no Rio 2007, o então jovem de 19 anos conquistou a medalha de ouro na categoria Hobie cat 16, ao lado da compatriota Cristina Guirola.
Na edição seguinte, em Guadalajara, sede dos Jogos Pan-Americanos de 2011, Maegli disputou em uma nova classe: a laser. Foi a única ocasião em que foi derrotado, tendo ficado com a medalha de bronze. O velejador foi superado pelo argentino Julio Alsogaray e pelo chileno Matías del Solar.
Nos Jogos de Toronto 2015, o guatemalteco superou uma dura disputa contra o bicampeão olímpico Robert Scheidt, do Brasil, e conseguiu o seu segundo título dos Jogos Pan-Americanos.
Em 2019, o atleta conseguiu o tricampeonato pan-americano e o quarto pódio seguido na competição, nunca havendo deixado de ser premiado desde que começou a disputar a competição.